# Campeonato Sul-Mato-Grossense de Futebol de 2011
O Campeonato Sul-Mato-Grossense de Futebol de 2011 foi a 33ª edição do estadual de Mato Grosso do Sul. Aconteceu de 12 de março até 9 de julho e reuniu dezesseis equipes. O campeão foi o CENE de Campo Grande.

## Sistema de disputa
Na primeira fase, as 16 equipes são divididas em dois grupos de oito clubes cada. Jogam em turno e returno dentro das chaves, classificando-se para a segunda fase os quatro primeiros colocados de cada chave. O dois últimos colocados de cada grupo são rebaixados para a Série B de 2012. Na segunda fase, os quatro clubes disputam jogos eliminatórios de ida e volta, os vencedores vão as semifinais. 
Na semifinal, também acontece jogos de ida e volta eliminatórios, e os dois vencedores se classificam para a final. Os finalistas jogam em ida e volta, e em caso de resultados iguais após os dois jogos, o título é decidido nos pênaltis. O campeão e o vice garantem vaga na Copa do Brasil de Futebol de 2012.

### Critérios de desempate
Caso haja empate de pontos entre dois clubes, os critérios de desempates serão aplicados na seguinte ordem:
1. Maior número de vitórias
2. Maior saldo de gols
3. Maior número de gols pró (marcados)
4. Confronto direto (exclusivo quando o empate ocorrer entre dois clubes)
5. Média de pontos acumulados durante toda a competição (dividir os pontos obtidos pelo número de partidas jogadas)
6. Sorteio público na sede da FFMS

## Equipes participantes
| Equipe           | Cidade                   | Em 2010      | Estádio            | Títulos (mais recente) |
| ---------------- | ------------------------ | ------------ | ------------------ | ---------------------- |
| Águia Negra      | Rio Brilhante            | 5º           | Ninho D'Águia      | 1 (2007)               |
| Aquidauanense    | Aquidauana               | 13º          | Noroeste           | 0 (não possui)         |
| CENE             | Campo Grande             | 6º           | Olho do Furacão    | 3 (2005)               |
| Chapadão         | Chapadão do Sul          | 3º           | SERC Chapadão      | 2 (2003)               |
| Comercial        | Campo Grande             | 1º           | Morenão            | 8 (2010)               |
| Corumbaense      | Corumbá                  | 7º           | Artur Marinho      | 1 (1984)               |
| Itaporã          | Itaporã                  | 4º           | Chavinha           | 0 (não possui)         |
| Ivinhema         | Ivinhema                 | 11º          | Saraivão           | 1 (2008)               |
| Maracaju         | Maracaju                 | 2º (Série B) | Loucão             | 0 (não possui)         |
| MS/Saad          | Campo Grande             | 10º          | Morenão            | 0 (não possui)         |
| Mundo Novo       | Mundo Novo               | 14º          | Toca do Urso       | 0 (não possui)         |
| Naviraiense      | Naviraí                  | 2º           | Virotão            | 1 (2009)               |
| Operário[a]      | Campo Grande             | 3º (Série B) | Morenão            | 10 (1997)              |
| Ponta Porã       | Ponta Porã               | 1º (Série B) | Aral Moreira       | 0 (não possui)         |
| Rio Verde        | Rio Verde de Mato Grosso | 8º           | Cezário de Freitas | 0 (não possui)         |
| Sete de Setembro | Dourados                 | 12º          | Fredis Saldivar    | 0 (não possui)         |

- a. ^ O Costa Rica Esporte Clube desistiu de disputar o Campeonato Sul-Mato-Grossense de 2011 devido a falta de patrocínios, abrindo uma vaga para o Operário, de Campo Grande, terceiro colocado na Série B de 2010.[3]